# Nacerdes
Genre
Nacerdes est un genre de Coléoptères de la famille des Oedemeridae.

## Liste des sous-genres
Selon BioLib (28 août 2021), Nacerdes se divise en trois sous-genres :
- Nacerdes (Asiochroa) Švihla, 1998
- Nacerdes (Nacerdes) Dejean, 1834
- Nacerdes (Xanthochroa) Schmidt, 1846

## Liste des espèces
Selon l'IRMNG (28 août 2021) :
- Nacerdes akiyamai Švihla, 1998
- Nacerdes apicipennis Švihla, 1998
- Nacerdes asahinai (Nakane, 1958)
- Nacerdes atripennis (Pic, 1934)
- Nacerdes aurosa Fairmaire, 1864
- Nacerdes barbara (Peyerimhoff, 1918)
- Nacerdes becvari Švihla, 1998
- Nacerdes bicoloripes (Pic, 1930)
- Nacerdes brachyptera (Švihla, 1980)
- Nacerdes brancucci Švihla, 1983
- Nacerdes brendelli Švihla, 1987
- Nacerdes brevipennis Fairmaire, 1875
- Nacerdes brevipennis Fairmaire, 1876
- Nacerdes californica (Horn, 1874)
- Nacerdes caroli Švihla, 2001
- Nacerdes centralis (Horn, 1896)
- Nacerdes curvipes Švihla, 2004
- Nacerdes decora (Semenov-Tian-Shanskii & Arnoldi, 1937)
- Nacerdes dedicata Švihla, 2001
- Nacerdes densatus Pic, 1923
- Nacerdes erythrocephala (Germar, 1824)
- Nacerdes fujiana Švihla, 1998
- Nacerdes guizhouensis Švihla, 2001
- Nacerdes hesperica (Magistretti, 1941)
- Nacerdes hilleri (Harold, 1878)
- Nacerdes himalaica (Blair, 1930)
- Nacerdes holzschuhi Švihla, 1987
- Nacerdes italica (Chevrolat, 1877)
- Nacerdes kaboureki Švihla, 2005
- Nacerdes kantneri Švihla, 2001
- Nacerdes kubani Švihla, 1998
- Nacerdes latenigra (Pic, 1922)
- Nacerdes ludmilae Švihla, 1998
- Nacerdes marina (Horn, 1896)
- Nacerdes martensi Švihla, 1993
- Nacerdes melanura (Linnaeus)
- Nacerdes mimoncomeroides Švihla, 1998
- Nacerdes nigrifrons Fairmaire, 1868
- Nacerdes notaticollis (Pic, 1936)
- Nacerdes priapus Švihla, 1998
- Nacerdes saundersi Reed, 1873
- Nacerdes schatzmayri (Wagner, 1928)
- Nacerdes schneideri Švihla, 2001
- Nacerdes strnadi Švihla, 1998
- Nacerdes sumatrensis (Blair, 1919)
- Nacerdes testacea (Horn, 1896)
- Nacerdes transfretalis Švihla, 1998
- Nacerdes trinotata (LeConte, 1866)
- Nacerdes umenoi (Kono, 1937)
- Nacerdes violaceonotata (Pic, 1922)
- Nacerdes wardi Švihla, 1987
- Nacerdes waterhousii (Harold, 1875)

## Taxonomie
Le nom scientifique de ce taxon est Nacerdes, choisi en 1834 par l'entomologiste français Pierre François Marie Auguste Dejean.
Nacerdes a pour synonymes selon l'IRMNG (28 août 2021) :
- Allagatha Semenov-Tian-Shanskiĭ & Ter-Minassian, 1937
- Anoncodes Redtenbacher, 1845
- Asiochroa Svihla, 1998
- Axanthochroa Svihla, 1986
- Nacerda Stephens, 1839
- Nacerda Faldermann, 1837
- Nacerdes Faldermann, 1836 (Later usage)
- Nacerdoscuta Pic, 1914
- Nocerda
- Pachychirus Redtenbacher, 1845
- Patiala Lewis, 1895
- Patialomorpha Nakane, 1954
- Perocnemis Schenkling, 1915
- Peronocnemis Fairmaire, 1886
- Stenaxides Haldeman, 1848
- Xanthochroa Schmidt, 1846